# Idiodes homophaea
Idiodes homophaea là một loài bướm đêm trong họ Geometridae.